# Tomocerus flavescens
Tomocerus flavescens är en urinsektsart som beskrevs av Tycho Fredrik Hugo Tullberg 1871. Tomocerus flavescens ingår i släktet Tomocerus och familjen långhornshoppstjärtar. Inga underarter finns listade i Catalogue of Life.